# Biatlo nos Jogos Olímpicos de Inverno de 2014
As competições de biatlo nos Jogos Olímpicos de Inverno de 2014 foram realizadas no Centro de Esqui Cross-Country e Biatlo Laura, na Clareira Vermelha, em Sóchi, entre 8 e 22 de fevereiro.
Pela primeira vez nos Jogos Olímpicos foi realizado uma prova de revezamento misto, incluído no programa pelo Comitê Olímpico Internacional em abril de 2011.

## Qualificação
Um total de 220 se classificaram para o evento (113 homens e 107 mulheres). Cotas foram atribuídas aos países de acordo com o desempenho dos atletas nos Campeonatos Mundiais de 2012 e 2013.

## Programação
A seguir está a programação da competição para os onze eventos da modalidade.
Horário local (UTC+4).
| Data            | Horário | Evento                                |
| --------------- | ------- | ------------------------------------- |
| 8 de fevereiro  | 18:30   | Velocidade individual 10 km masculino |
| 9 de fevereiro  | 18:30   | Velocidade individual 7,5 km feminino |
| 10 de fevereiro | 19:00   | Perseguição 12,5 km masculino         |
| 11 de fevereiro | 19:00   | Perseguição 10 km feminino            |
| 13 de fevereiro | 18:00   | 20 km individual masculino            |
| 14 de fevereiro | 18:00   | 15 km individual feminino             |
| 16 de fevereiro | 18:00   | 15 km em largada coletiva masculino   |
| 17 de fevereiro | 18:00   | 12,5 km em largada coletiva feminino  |
| 19 de fevereiro | 17:30   | Revezamento 4x6 km/7,5 km misto       |
| 21 de fevereiro | 17:30   | Revezamento 4x6 km feminino           |
| 22 de fevereiro | 17:30   | Revezamento 4x7,5 km masculino        |

## Medalhistas
Masculino
| Evento                               | Ouro                                                                    | Prata                                                           | Bronze                                                                         |
| ------------------------------------ | ----------------------------------------------------------------------- | --------------------------------------------------------------- | ------------------------------------------------------------------------------ |
| 20 km individual detalhes            | Martin Fourcade FRA França                                              | Erik Lesser GER Alemanha                                        | Evgeniy Garanichev RUS Rússia                                                  |
| Velocidade individual 10 km detalhes | Ole Einar Bjørndalen NOR Noruega                                        | Dominik Landertinger AUT Áustria                                | Jaroslav Soukup CZE República Checa                                            |
| Perseguição 12,5 km detalhes         | Martin Fourcade FRA França                                              | Ondřej Moravec CZE República Checa                              | Jean-Guillaume Béatrix FRA França                                              |
| 15 km em largada coletiva detalhes   | Emil Hegle Svendsen NOR Noruega                                         | Martin Fourcade FRA França                                      | Ondřej Moravec CZE República Checa                                             |
| Revezamento 4x7,5 km detalhes        | Alexey Volkov Evgeny Ustyugov Dmitry Malyshko Anton Shipulin RUS Rússia | Erik Lesser Daniel Böhm Arnd Peiffer Simon Schempp GER Alemanha | Christoph Sumann Daniel Mesotitsch Simon Eder Dominik Landertinger AUT Áustria |

Feminino
| Evento                                | Ouro                                                                     | Prata                                                                 | Bronze                                                                                 |
| ------------------------------------- | ------------------------------------------------------------------------ | --------------------------------------------------------------------- | -------------------------------------------------------------------------------------- |
| 15 km individual detalhes             | Darya Domracheva BLR Bielorrússia                                        | Selina Gasparin SUI Suíça                                             | Nadezhda Skardino BLR Bielorrússia                                                     |
| Velocidade individual 7,5 km detalhes | Anastasiya Kuzmina SVK Eslováquia                                        | Olga Vilukhina RUS Rússia                                             | Vita Semerenko UKR Ucrânia                                                             |
| Perseguição 10 km detalhes            | Darya Domracheva BLR Bielorrússia                                        | Tora Berger NOR Noruega                                               | Teja Gregorin SLO Eslovênia                                                            |
| 12,5 km em largada coletiva detalhes  | Darya Domracheva BLR Bielorrússia                                        | Gabriela Soukalová CZE República Checa                                | Tiril Eckhoff NOR Noruega                                                              |
| Revezamento 4x6 km detalhes           | Vita Semerenko Juliya Dzhyma Valj Semerenko Olena Pidhrushna UKR Ucrânia | Fanny Horn Tiril Eckhoff Ann Kristin Flatland Tora Berger NOR Noruega | Eva Puskarčíková Gabriela Koukalová Jitka Landová Veronika Vítková CZE República Checa |

Misto
| Evento                             | Ouro                                                                           | Prata                                                                                  | Bronze                                                                  |
| ---------------------------------- | ------------------------------------------------------------------------------ | -------------------------------------------------------------------------------------- | ----------------------------------------------------------------------- |
| Revezamento 4x6 km/7,5 km detalhes | Tora Berger Tiril Eckhoff Ole Einar Bjørndalen Emil Hegle Svendsen NOR Noruega | Veronika Vítková Gabriela Soukalová Jaroslav Soukup Ondřej Moravec CZE República Checa | Dorothea Wierer Karin Oberhofer Dominik Windisch Lukas Hofer ITA Itália |

## Doping
A russa Olga Vilukhina conquistou duas medalhas de prata durante os Jogos, na prova de velocidade individual e no revezamento, junto com Yana Romanova, Ekaterina Shumilova e Olga Zaitseva. No entanto, em 27 de novembro de 2017 foi divulgado o doping retroativo de Vilukhina e Romanova, levando a desclassificação das competidores em ambas as provas e a cassação das medalhas. Posteriormente Zaitseva também foi punida. Em 24 de setembro de 2020, o Tribunal Arbitral do Esporte removeu as sanções de Vilukhina e de Romanova, mantendo a punição apenas para Zaitseva. O Comitê Olímpico Internacional realocou oficialmente as medalhas na prova do revezamento 4x6 km feminino em 19 de maio de 2022.

## Quadro de medalhas
| Ordem | País                | Medalha de ouro | Medalha de prata | Medalha de bronze |    | Ordem por total |
| ----- | ------------------- | --------------- | ---------------- | ----------------- | -- | --------------- |
| 1     | NOR Noruega         | 3               | 2                | 1                 | 6  | 1               |
| 2     | BLR Bielorrússia    | 3               |                  | 1                 | 4  | 3               |
| 3     | FRA França          | 2               | 1                | 1                 | 4  | 3               |
| 4     | RUS Rússia          | 1               | 1                | 1                 | 3  | 4               |
| 5     | UKR Ucrânia         | 1               |                  | 1                 | 2  | 5               |
| 6     | SVK Eslováquia      | 1               |                  |                   | 1  | 8               |
| 7     | CZE República Checa |                 | 3                | 3                 | 6  | 1               |
| 8     | GER Alemanha        |                 | 2                |                   | 2  | 5               |
| 9     | AUT Áustria         |                 | 1                | 1                 | 2  | 5               |
| 10    | SUI Suíça           |                 | 1                |                   | 1  | 8               |
| 11    | SLO Eslovênia       |                 |                  | 1                 | 1  | 8               |
|       | ITA Itália          |                 |                  | 1                 | 1  | 8               |
| TOTAL | TOTAL               | 11              | 11               | 11                | 33 | —               |